# Domagoj Buden
Domagoj Buden (8 de agosto de 1997) es un deportista croata que compite en tiro con arco, en la modalidad de arco compuesto.
Ganó tres medallas en el Campeonato Europeo de Tiro con Arco al Aire Libre, en los años 2018 y 2024, y dos medallas en el Campeonato Europeo de Tiro con Arco en Sala, en los años 2019 y 2024.

## Palmarés internacional
| Campeonato Europeo al Aire Libre | Campeonato Europeo al Aire Libre | Campeonato Europeo al Aire Libre | Campeonato Europeo al Aire Libre |
| Año                              | Lugar                            | Medalla                          | Prueba                           |
| -------------------------------- | -------------------------------- | -------------------------------- | -------------------------------- |
| 2018                             | Legnica (Polonia)                | Medalla de bronce                | Equipo                           |
| 2018                             | Legnica (Polonia)                | Medalla de bronce                | Equipo mixto                     |
| 2024                             | Essen (Alemania)                 | Medalla de plata                 | Equipo mixto                     |
| Campeonato Europeo en Sala       |                                  |                                  |                                  |
| Año                              | Lugar                            | Medalla                          | Prueba                           |
| 2019                             | Samsun (Turquía)                 | Medalla de bronce                | Individual                       |
| 2024                             | Varaždin (Croacia)               | Medalla de plata                 | Equipo                           |